# SVg Tyrol
Der SVg Tyrol ist ein österreichischer Sportverein aus der Landeshauptstadt Innsbruck in Tirol und wurde 1901 gegründet. Die Fußballabteilung spielte 1951 und 1952 in der Landesliga Tirol. Die heutigen Sektionen im Verein sind Bergsteigen, Kegeln, Schilauf und Tischtennis.

## Geschichte
Peter Mayr Bund
Die Gründung der Sportvereinigung Tyrol war schon 1901, in dem die Vereine Peter Mayr Bund, der dann in Peter Mayr Bund im Reichsbund für Turnen und Sport umbenannt wurde, und Peter Mayr Sport, aus dem die Sportvereinigung Tyrol hervorging. Der Name Peter Mayr geht auf einen Enkel von Peter Mayr, den Brixener Wirt an der Mahr, zurück, der um das Eintragen des Vereinsnamens mit dem Vereinswappen verantwortlich war. Peter Mayr war ein Freiheitskämpfer, der für Tirol in den Krieg  von 1804 bis 1810 zog. Der Verein benutzte vor dem Zweiten Weltkrieg ein Jugendheim in der Reichenau mit einem Fußballplatz, einem Schwimmbad, einer Kegelbahn und einer Theaterbühne. Während der NS-Zeit mussten die Verantwortlichen den Bund auflösen und stilllegen
Peter Mayr Sport
1936 gründete sich aus dem stillgelegten Peter Mayr Bund die Sektion Peter Mayr Sport mit Fußball, Tischtennis, Skilauf und einer eigenen Theatergruppe. Der Peter Mayr Bund selbst wurde wieder am 14. Juni 1946 wiedergegründet, der 1951 zum ASVÖ beitritt.
Umbenennung in SVg Tyrol
Über eine Änderung des Vereinsnamen Peter Mayr Sport wurde im Frühjahr 1952 in einer Vereinsversammlung, die im damaligen Gasthaus "Hallenbad" stattfand, abgestimmt. Da der Verein auch eine Fußballmannschaft hat, schlugen die Vereinsmitglieder auch "FC Eintracht" oder "FC Pradl" vor, auf die man sich jedoch nicht einigte. Josef Pirkl war es, der den Namen Sportvereinigung Tyrol vorschlug und die Vereinsmitglieder überzeugen konnte. Das "y" in Tyrol blieb als Andenken an den Gründer, Peter Mayr, übrig.
Vereinsleben heute
Der Sportverein bietet Kegeln, Tischtennis, Bergsteigen und Schilauf an.
Obmänner
| - 1952 – 1954: Josef Pirkl - 1954 – 1956: Karl Pichler - 1956 – 1958: Bernd Piffer - 1958 – 1959: Karl Spielmann - 1959 – 1962: Leopold Foit - 1962 – 1964: Karl Spielmann - 1964 – 1966: Josef Pirkl | - 1966 – 1967: Bruno Lenzi - 1967 – 1971: Karl Spielmann - 1971 – 1975: Peter Kehle - 1975 – 2005: Werner Schallert - 2005 – 2008: Stefan Dietrich - seit 2008: Mario Unterrainer |

## Fußball
Die damaligen Sektionsgründer für Fußball gründeten mit den Vereinsfarben schwarz und weiß Gottfried Sigl und Otto Trafojer. Franz und Adolf Baumann, Albin Schwarz, Alfons Braunegger, die Brüder Hans, Bruno und Rudolf Keuschnigg, Rudolf und Alfons Flatscher, Hans Hörtnagl, Paul Moser, Karl Rolio, Kaspar Stolz und Josef Litera spielten in der 1. Mannschaft. Die Jugendmannschaft verstärkte unser damaliger Ehrenpräsident und Mitbegründer der Sportvereinigung Josef Pirkl. Der größte Erfolg der Mannschaft war die Teilnahme in der Landesliga Tirol in der Saisonen 1951/52 und 1952/53, der damaligen dritten Leistungsstufe in Österreich.
Erfolge und Titel
- 2 × Drittligateilnahme (Landesliga Tirol): 1951/52, 1952/53